# Tatiana Sumarokova
Tatiana Nikolaevna Sumarokova (em russo: Татьяна Николаевна Сумарокова; Moscou, 16 de setembro de 1922 – Moscou, 28 de maio de 1997) foi uma aviadora soviética que combateu como navegadora de tripulação, navegadora de esquadrilha e navegadora de esquadrão do 46.º Regimento de Aviação de Bombardeiros Noturnos de Guardas durante a Segunda Guerra Mundial. Conhecida como uma das “Bruxas da Noite”, alcançou a patente de tenente da guarda em 1943. Depois que as histórias de seu heroísmo na guerra foram publicadas na Rússia após a dissolução da União Soviética, ela foi agraciada com o título de Heroína da Federação da Rússia em 11 de outubro de 1995.

## Vida inicial
Tatiana nasceu em 16 de setembro de 1922 em Moscou, em uma família de militar, sendo filha de Nikolai Sumarokov. Em 1939 concluiu a escola e ingressou no 2.º Instituto Médico de Moscou que levava o nome de N. I. Pirogov. Em 1941 concluiu dois cursos do instituto.

## Patentes militares
- Sargento (30 de abril de 1942)
- Tenente júnior (8 de março de 1943)
- Tenente (30 de agosto de 1943)

## Prêmios
- Heroína da Federação da Rússia (11 de outubro de 1995, título concedido por Decreto do Presidente da Federação da Rússia de 11 de outubro de 1995 "pela coragem e heroísmo demonstrados nas batalhas contra os invasores nazistas durante a Grande Guerra Patriótica de 1941–1945")[2]
- Duas Ordens do Estandarte Vermelho (19 de outubro de 1942, 22 de maio de 1945)
- Ordem da Guerra Patriótica de 1.ª classe (2 de dezembro de 1945)
- Duas Ordens da Guerra Patriótica de 2.ª classe (30 de outubro de 1943, 11 de março de 1985)
- Ordem da Estrela Vermelha (26 de abril de 1944)
- Ordem da Amizade dos Povos (28 de setembro de 1981)
- Medalhas